# 발리사삭숨바와어군
발리·사삭·숨바와어군(Bali-Sasak-Sumbawa語群)은 소순다 열도 서부(발리섬과 서누사틍가라주)에서 쓰이는 언어들이 이루는 어군이다. 발리섬의 발리어, 롬복섬의 사삭어, 숨바와섬 서부의 숨바와어 등 세 개 언어로 구성된다.
- 발리어
- 사삭·숨바와어군
  - 사삭어
  - 숨바와어

이 언어들은 자와어와 비슷하기 때문에 과거에는 함께 분류되기도 했다. 그러나 자와어와 비슷한 점은 발리어와 사삭어의 ‘높은’ 사용역인 격식체나 궁정체에서만 나타나며, ‘낮은’ 사용역을 비교하면 오히려 마두라어 및 말레이어와 비슷함을 알 수 있다. 이에 따라 말레이숨바와어군 가설이 제안되었다.